# 南堡经济开发区
南堡经济开发区是中华人民共和国河北省唐山市曹妃甸区境内的一个省级开发区。列为曹妃甸区的一个类似乡级单位。
1991年，南堡开发区成立。1995年，河北省人民政府批准为省级开发区。2012年，纳入曹妃甸区管理。管理机构即南堡经济开发区管理委员会。开发区总面积394平方公里，总人口5.4万，是河北省五大化工基地之一的盐化工基地。

## 行政区划
下辖以下地区：
三友社区、新苑社区、硕秋园社区、东苑社区、西苑社区、海月社区。